# Plataiai

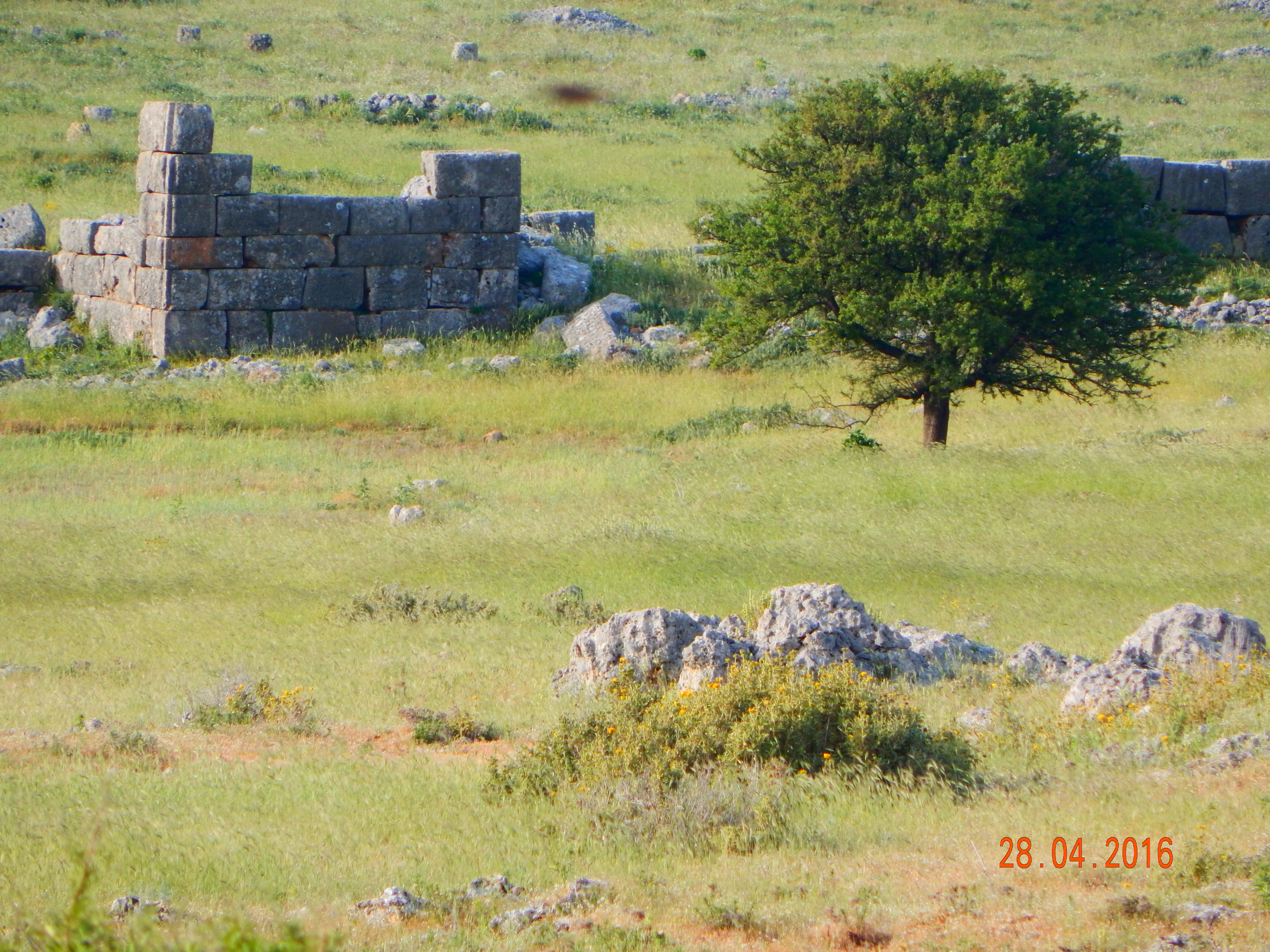

Plataiai (altgriechisch Πλαταιαί (τῆς Βοιωτίας), auch Πλάταια (f. sg.); lateinisch Plataeae (Boeotiae), deutsch Platää) war eine antike Stadt in Südboiotien, nahe der Grenze zu Attika, bekannt als Ort der Schlacht von Plataiai 479 v. Chr.
Die Polis wurde bereits von Homer im Schiffskatalog der Ilias genannt und war seit 519 v. Chr. stets eine zuverlässige Verbündete Athens, z. B. in der Schlacht bei Marathon. Seit 479 v. Chr. – die Griechen schlugen unter Pausanias die Perser – galt der Name der Stadt als Symbol des siegreichen Widerstandes gegen die Perser. Das benachbarte Theben versuchte mehrmals, Plataiai zu annektieren. Im Peloponnesischen Krieg veranlassten die Thebaner nach der Belagerung von Plataiai 427 v. Chr. die völlige Zerstörung der Stadt. Ein zweites Mal zerstörten sie sie 372 v. Chr. nach dem Wiederaufbau. Alexander der Große baute die Stadt Ende des 4. Jahrhunderts v. Chr. wieder auf, und Plataiai bestand bis zum Ende der Antike fort. Heute befindet sich in der Nähe das Dorf Platees (neugriechisch Πλαταιές), etwa 10 km südlich von Thiva.
Plataiai war Bischofssitz; darauf geht das neuzeitliche Titularbistum Plataea zurück.